# 放牧場

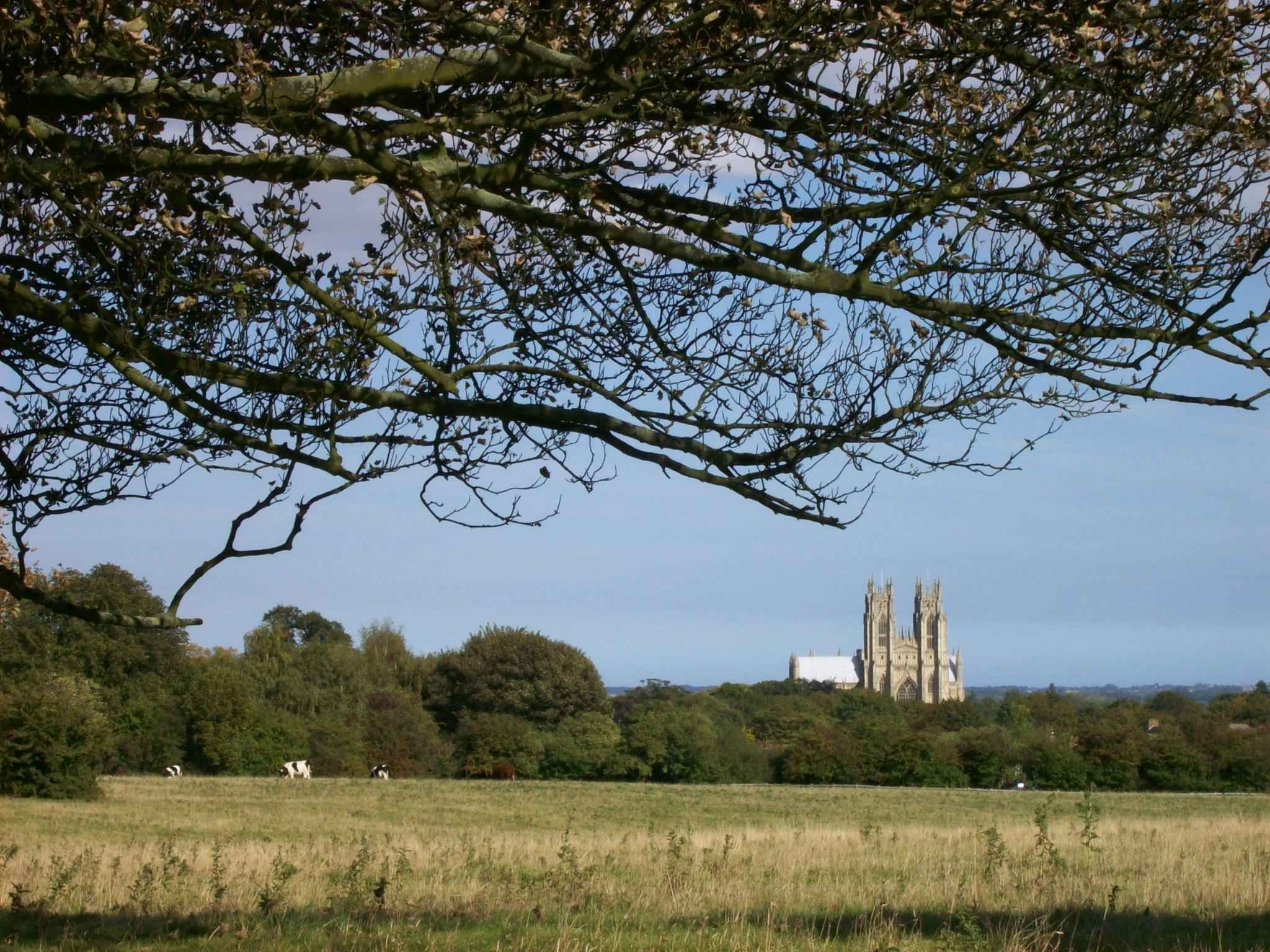
位於英格兰东约克郡的放牧場

放牧場（英語：Pasture，來自拉丁语 ，為的過去分詞，意指 "飼養"）為提供放牧的土地。狹義的定義係指圈圍的農地，供家畜如馬部、家牛、綿羊、家豬等吃草，種植做作物包括糧草，以禾本科、荚果、雜草類等為主。

## 牧場類型
狹義的牧場是指封閉的農田，供馬、牛、羊、豬等家畜放牧。照料牧場的植被（飼料）主要由草組成，散佈著豆類和其他草本植物（非草本植物）。牧場通常在整個夏季放牧，而草地則不放牧或僅在割草製成乾草作為動物飼料後才用於放牧。
廣義的牧場還包括牧場、其他非封閉式牧場系統以及野生動物放牧或覓食的土地類型。狹義牧場與牧場的區別在於，牧場透過播種、灌溉和化肥使用等更為集約的農業實踐進行管理，而牧場主要種植原生植被，透過控制燃燒和調節放牧強度 等廣泛實踐進行管理。
土壤類型、年最低氣溫和降雨量是牧場管理的重要因素。